# Região hidrográfica do Parnaíba

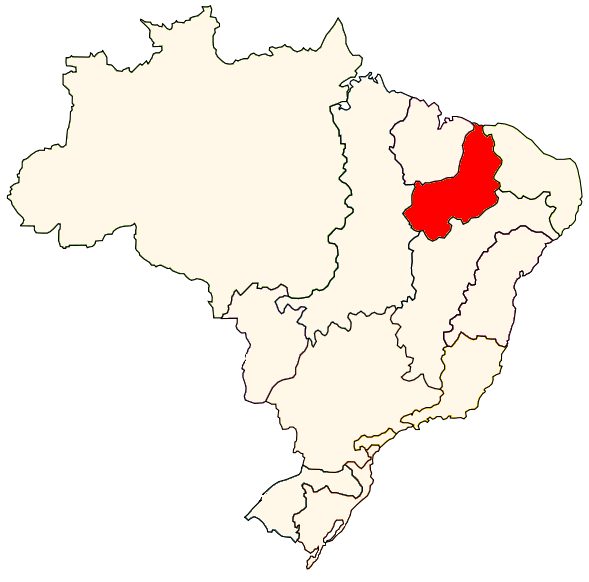
Região hidrográfica do Parnaíba.

A região hidrográfica do Parnaiba é uma das doze regiões hidrográficas do território brasileiro. Possui uma área de 344.112 km² (4.04% de todo território nacional) e abrange 3 estados brasileiros (Piauí, Maranhão e Ceará).